# Pec (Domažlicei járás)
Pec település Csehországban, a Domažlicei járásban. Pec Babylon, Újezd, Chodov és Česká Kubice településekkel határos. Lakosainak száma 216 fő (2024. január 1.).

## Népesség
A település lakosságának változását az alábbi diagram mutatja:
| Lakosok száma | 545  | 513  | 622  | 388  | 259  | 242  | 226  | 237  | 221  | 216  |
|               | 1869 | 1890 | 1921 | 1950 | 1980 | 2001 | 2017 | 2019 | 2022 | 2024 |